# ماركو موتا
ماركو موتا (بالإيطالية: Marco Motta) من مواليد (14 مايو 1986 في ميراتي - إيطاليا) هو لاعب كرة قدم إيطالي ويلعب حاليا لصالح نادي يوفنتوس الإيطالي، يلعب في مركز الظهير الأيمن ..

## مسيرته الكروية

### أتالانتا
ولد ماركو موتا في مدينة ميراتي في إقليم لومبارديا الإيطالية، وبدأ مسيرته الكروية مع نادي أتالانتا عام 2003 ليشارك مع فريق شباب أتالانتا. وكان أول ظهور لماركو موتا في الدوري الإيطالي بتاريخ 9 يناير 2005 ضد نادي روما عندما دخل بديلا لريكاردو مونتوليفو في الدقيقة الـ 65.
و بتاريخ 13 يناير 2005 كانت أول مشاركة لموتا كلاعب أساسي مع أتالانتا في مباراة الكأس ضد يوفنتوس في مباراة الإياب والتي انتهت بتأهل أتالانتا بفوزهم 5-3 بمجموع المبارتين. وفي الموسم ذاته 2004-2005 شارك موتا في 19 مباراة بالدوري و 3 بالكأس وخاصة في مرحلة الإياب ليغطي رحيل زميله داميانو زينوني. لكن بسبب هبوط أتلانتا للدرجة الثانية انتقل مطلع موسم 2005-2006 إلى نادي أودينيزي بصفقة ملكية مشتركة.

### أودينيزي
في أول موسم لموتا مع أودينيزي, لم يكن موتا لاعبا أساسيا في الفريق فقد شارك في 6 مباريات فقط مع الفريق لكنه تمكن من تسجيل أول أهدافه في الدوري الإيطالي. كما أنه ظهر لأول مرة في المنافسات الأوروبية مع أودينيزي بتاريخ 2 نوفمبر 2005 في مسابقة دوري أبطال أوروبا عندما دخل بديلا لديفيد دي ميكيلي في الدقيقة الـ 73 في المباراة التي خسرها الفريق الإيطالي أمام فيردر بريمين الألماني بنتيجة 4-3  لكن لسوء حظه فقد تعرض لإصابة في تاريخ 30 يناير 2006 أبعدته عن الملاعب حتى نهاية الموسم.
و في مطلع موسم 2007-2008 اشترى نادي أودينيزي بطاقة اللاعب كاملة من أتالانتا, لكن موتا لم يبق في الأوديني بل انتقل على سبيل الإعارة لموسم واحد مع تورينو. وشارك موتا بشكل فعال مع تورينو في ذلك الموسم حيث لعب في 24 مباراة وسجل هدفا واحدا. وبعد موسم ناجح مع تورينو عاد ماركو موتا إلى أودينيزي في موسم 2008-2009, وبسبب اصابة كريستيان زاباتا مدافع نادي أودينيزي حانت الفرصة لماركو موتا لإثبات قدراته حيث شارك طول الموسم في تسع مباريات كأساسي من أصل 14 مباراة. لكنه شارك مع الفريق أساسيا في ثلاثة من المباريات الأربعة التي خاضها أودينيزي ضمن بطولة كأس الاتحاد الأوروبي. وفي منتصف موسم 2008-2009 أعير موتا إلى نادي روما بعد شراء أودينيزي للاعب دوشان باستا وعودة كريستيان زاباتا من الإصابة.

### روما
كانت أول مباراة رسمية لموتا مع نادي روما في 8 فبراير عام 2009, حيث فاز الفريق ذلك يوم ضد جنوى بثلاثية نظيفة، وقدم موتا أداء راقيا في أول مباراة رسمية له مع روما.. وصرح مدربه لوتشانو سباليتي في المؤتمر الصحفي عقب المباراة قائلا :«يستحق موتا إشادتي بأدائه الممتاز، فإنه ليس من السهل أن تدخل الملعب الأولمبي في روما لأول مرة أمام هذا الحشد الكبير من الجماهير وتقدم هذا الاداء الراقي.. لديه سرعة هائلة، إضافة إلى قوة جسمانية كبيرة.. لقد كان موتا ممتازا جدا في الناحية الدفاعية، فقد لعب بشخصية رائعة على أرض الملعب».. هذه الكلمات التي قالها سباليتي بعد أول مباراة لموتا مع روما.
بعد هذه الإشادة من سباليتي، تمكن موتا من الحصول على ثقة سباليتي والبدء أساسيا على الجهة اليمنى والفوز في المنافسة على هذا المركز بالرغم من كثرة المنافسين مثل سيسينهو كريستيان بانوتشي وماركو كاسيتي. كما لعب في مبارتي الذهاب والإياب ضد آرسنال في دوري أبطال أوروبا في الدور الثاني.
و في نهاية موسم 2008-2009, مارس نادي روما حقه بشراء نصف عقد اللاعب بمبلغ 3.5 مليون يورو. وفي الموسم الذي تلاه وبعد استقالة سباليتي وتولي كلاوديو رانييري إدارة روما الفنية، لم يصبح موتا لاعبا أساسيا في تشكيلة الفريق حيث شارك في 16 مباراة طوال الموسم أغلبها كلاعب بديل. وفي نهاية موسم 2009-2010 فشل ناديي أودينيزي وروما في التوصل لاتفاق بشأن شراء عقد اللاعب كاملا، فلجأ الاتحاد الإيطالي إلى الظروف المغلقة وفاز أودينيزي بالصفقة وحصل على بطاقة اللاعب كاملة.

### يوفنتوس
في 2 يوليو 2010, أعلن يوفنتوس عن توصله لاتفاق لانتقال ماركو موتا قادما من أودينيزي  على سبيل الإعارة مع خيار شراء عقد اللاعب كاملا بعد نهاية الموسم بمبلغ 3.75 مليون يورو وذلك بعد دفع مبلغ 1.25 مليون يورو مقابل إعارته. وكان أول ظهور رسمي لموتا مع يوفنتوس بتاريخ 29 يوليو 2010 في التصفيات المؤهلة لبطولة دوري أوروبا ضد نادي شامروك روفرز الإيرلندي.

## مسيرته الدولية
منذ عام 2005 وماركو موتا يعتبر لاعبا مهما في صفوف المنتخب الإيطالي لتحت الـ 21 عاما. وفي عام 2007 وبعد بطولة اليورو لتحت الـ 21 عاما أصبح ماركو موتا قائدا للمنتخب الإيطالي تحت الـ 21 عاما. ومثل موتا المنتخب الإيطالي الأولمبي في دورة الألعاب الأولمبية عام 2008 في بكين. وبطولة تولون الدولية عام 2008 والتي فاز بها المنتخب الإيطالي تحت 21 عاما.
و في مارس 2009 تلقى موتا الاستدعاء الدولي لـ منتخب إيطاليا لكرة القدم ضد كل من الجبل الأسود وجمهورية أيرلندا لكنه لم يشارك في أي من المبارتين. أما أول ظهور له مع المنتخب الإيطالي الأول كان في 10 أغسطس 2010 مع مدرب المنتخب الإيطالي الجديد تشيزري برانديلي.